# Mavroúdi
Mavroúdi är en ort i Grekland.   Den ligger i prefekturen Thesprotia och regionen Epirus, i den västra delen av landet, 300 km nordväst om huvudstaden Aten. Mavroúdi ligger 167 meter över havet och antalet invånare är 423.
Terrängen runt Mavroúdi är huvudsakligen kuperad, men åt nordväst är den platt. En vik av havet är nära Mavroúdi åt sydväst.Runt Mavroúdi är det ganska glesbefolkat, med 45 invånare per kvadratkilometer. Närmaste större samhälle är Igoumenitsa, 4,4 km söder om Mavroúdi. 